# Канцьян, Ред
Бруно Канцьян, псевдоним Ред Канцьян (30 ноября 1951 года, Куинто ди Тревизо, Италия) — итальянский певец, композитор, мультиинструменталист. Солист популярной итальянской группы «Pooh», просуществовавшей на итальянской сцене 50 лет и продавшей более 100 миллионов дисков.

## Биография
Родился 30 ноября 1951 года в Куинто ди Тревизо (Венето) в бывшей дворянской вилле, комнаты которой были даны наиболее бедным семьям поселка, и будучи бедной, его семья получила в аренду две комнаты. Проводит детство в Куинто и отрочество в Тревизо. Начинает играть на гитаре в разгар эпохи бит и во второй половине 60-х годов принимает участие в конкурсах в Венето. Побеждает в значимом фестивале Stroppolo D’oro в городе Конельяно, который вел известный телеведущий Pippo Baudo. Вскоре Бруно Канцьян становится участником группы Prototipi, которая приглашает его стать своим солистом после того, как до них дошла информация, что он хорошо поет и играет на гитаре. Группа выступает в барах на побережье в Лидо ди Езоло, затем в отеле Carlton в Тревизо. Вскоре они знакомятся с музыкальным продюсером Пино Массара, он решает изменить имя группы на Capsicum Red.
В 1971 году Сapiscum Red принимают участие в музыкальном фестивале Festivalbar. Именно во время музыкального фестиваля произошла первая встреча Реда с группой Pooh, во время которой они говорили несколько часов о музыке.
Вскоре из-за призыва на военную службу некоторые участники Capiscum Red вынуждены покинуть группу, и группа распадается. Вскоре Ред участвует в кастинге, чтобы войти в состав группы Pooh.
15 февраля 1973 года он был приглашен группой Pooh, которая искала басиста, чтобы заменить Риккардо Фольи, и на тот момент они пересмотрели уже около 300 музыкантов. Пробы проходят в отеле в Roncobilaccio. Ред пришел без бас-гитары. Однако они находят белый Fender, оставленный Риккардо Фольи. Рэд сумел продемонстрировать свой талант и с того дня становится солистом группы I Pooh.
В 80-е годы Ред пишет по меньшей мере одну песню для каждого альбома: Susanna e basta (1979), спетая все же Dodi и Roby, Gatto di strada (1980), Replay (1981), Colazione a New York (1983), Lettera da Berlino Est (1983), Stella del sud (1984), Amore e dintorni (1986). В 1986 выпускает свою первую LP (долгоиграющая грампластинка) в качестве солиста «Io e Red». Сингл Sogno messicano был выбран итальянской телерадиокомпанией RAI как песня чемпионата мира по футболу 1986 года.
В 90-е годы роль Реда в группе становится все более заметной, он пишет некоторые из самых важных песен дискографии Pooh, написанные вместе с D’orazio. Рождается группа песен, названная «Canzian-songs», посвященная его возлюбленной Беа, которая занимает место Delia Gualtiera в сердце Реда: Stare senza di te (1992), Tu dove sei (1994), Cercando di te (1996), Io ti aspetterò (1999).
В 2000 году выходит сингл Stai con me. Это был первый сингл, написанный Рэдом. Ранее синглы всегда выбирались среди песен Роби Факкинетти. За Stai con me следуют Portami via (2001), Capita quando capita (2004) e Il cielo non finisce mai (2006).
30 сентября 2014 года выходит его второй альбом в качестве солиста L’istinto e le stelle.
30 декабря 2016 года группа Pooh провела последний концерт в Болонье и была официально закрыта.
В феврале 2018 года Ред Канциан принимает участие в фестивале Сан-Ремо с песней Ognuno ha il suo racconto. Затем выходит новый альбом Testimone del tempo.